# Комбинаторная химия
Комбинато́рная химия — метод поиска биологически активных веществ путём массового синтеза серий аналогичных соединений с различными заместителями и их массового скрининга.

## История
Начало комбинаторной химии относится к середине 80-х годов XX-ого века, когда в Австралии были сделаны первые опыты с короткими пептидами. Комбинаторная химия использует стандартные химические реакции и методы выделения и очистки, используемые в химии природных соединений и экологической химии. Разница состоит в идеологии: массовый параллельный синтез — это новый способ.»

## Патентная классификация
В 8-м издании международной патентной классификации (МПК), 2006 выделен специальный субкласс для патентов и изобретений в области комбинаторной химии: "C40B". (Состав разделов класса C40B по МПК).

## Внешние ссылки

### На русском языке
- В России состоялась первая конференция по комбинаторной химии

### На английском языке
- Journal of Combinatorial Chemistry
- Combinatorial Chemistry Review
- Molecular Diversity
- Combinatorial Chemistry and High Throughput Screening
- Combinatorial Chemistry: an Online Journal
- SmiLib - A free open-source software for combinatorial library enumeration
- GLARE - A free open-source software for combinatorial library design